# Sendeanlagen auf dem Monte Cavo
Auf dem 951 Meter hohen Monte Cavo, nahe der Stadt Rocca di Papa steht eine Vielzahl von Sendetürmen. 
Sie versorgen hauptsächlich die Stadt Rom und den Vatikan.

## Abgestrahlte UKW-Programme
| MHz    | Sendername                 | kW/ERP |
| ------ | -------------------------- | ------ |
| 87,60  | Rai Radio 1                | 40     |
| 87,90  | Radio Onda                 | 5      |
| 88,10  | Radio Elle                 | 5      |
| 88,60  | Radio Radicale             | 10     |
| 88,90  | Radio Citta Aperta         | 5      |
| 89,10  | Radio Manà Manà            | 5      |
| 89,30  | Radio Qlub                 | 5      |
| 89,50  | Radio Classica             | 2      |
| 89,90  | Radio Vintage              | 2      |
| 90,30  | Radio Deejay               | 5      |
| 90,90  | Radio Manà Manà Sport      | 5      |
| 91,20  | Rai Radio 2                | 80     |
| 92,15  | Radio RTL 102,5            | 1      |
| 92,40  | Radio RTL 102,5            | 15     |
| 94,50  | Radio Subasio              | 15     |
| 94,80  | Radio Maria                | 5      |
| 96,10  | Radio 105 Network          | 5      |
| 96,80  | Radio Incontro             | 5      |
| 97,70  | Radio Città Futura         | 5      |
| 98,10  | Radio 6                    | 5      |
| 98,40  | Rai Radio 3                | 80     |
| 99,30  | Rai Radio GRPR             | 30     |
| 99,60  | Radio Globo                | 5      |
| 100,00 | Radio 101                  | 5      |
| 100,70 | Radio Lazio                | 5      |
| 101,30 | Radio Centro               | 13     |
| 101,50 | Radio Centro Sport         | 5      |
| 101,90 | Radio Dimensione Suono     | 30     |
| 103,00 | Radio Dimensione Suono     | 30     |
| 104,80 | Radio Voce nel Deserto     | 30     |
| 105,30 | Radio Dimensione Suono Due | 30     |
| 105,80 | Radio Incontro             | 5      |
| 106,31 | Radio Monte Carlo          | 5      |
| 106,60 | Radio Rock                 | 5      |
| 106,90 | Radio Mambo                | 5      |
| 107,10 | Radio Antenna 1            | 5      |
| 107,90 | Radio 24                   | 5      |

In Rocca di Papa stehen noch zwei weitere Sendetürme, welche mit ähnlichen Sendeleistungen ihre Programme abstrahlen. 
Diese Programme lauten:
- 88,3 Radio Sportiva
- 90,5 Radio M2O
- 90,7 Radio Studio+
- 92,7 Radio Stereo
- 94,7 Radio Subasio
- 99,0 Radio RTR 99
- 99,8 Radio Ies
- 103,5 Rai Isoradio
- 105,6 Radio Retesport

## DVB-T
Folgende Multiplexe werden derzeit vom Monte Cavo abgestrahlt:
| Kanal | Multiplex      | kW/ERP |
| ----- | -------------- | ------ |
| 5     | Teledonna      | 20     |
| 6     | Canale 10      | 5      |
| 11    | Rai Mux 1      | 100    |
| 11    | Rai Mux 4      | 63     |
| 26    | Rai Mux 3      | 63     |
| 30    | Rai Mux 2      | 63     |
| 38    | Mediaset DVB-H | 30     |
| 49    | Mediaset DVB1  | 25     |

## DAB+
Über Digitalradio werden derzeit 3 Pakete verbreitet:
| Kanal | Multiplex | kW/ERP |
| ----- | --------- | ------ |
| 12B   | DAB RAI   | 0,25   |
| 12C   | Club DAB  | 0,25   |
| 13F   | CR DAB+   | 0,25   |